# 松田敏明
松田 敏明（まつだ としあき）は、日本の内閣府官僚。内閣府政策統括官や、消費者庁次長、国土交通省政策統括官等を経て、鉄道弘済会専務理事、JR東日本ビルディング監査役。

## 人物・来歴
広島県出身。1978年東京大学法学部卒業、日本国有鉄道入社。総務庁青少年対策本部国際交流担当参事官、内閣府大臣官房審議官、内閣府政策統括官（共生社会政策担当）等を経て、2010年から消費者庁次長を務め、消費者の財産的被害の集団的な回復のための民事の裁判手続の特例に関する法律の策定などにあたった。2013年国土交通省政策統括官。2014年内閣府大臣官房付、退官、公益財団法人鉄道弘済会専務理事。のち、株式会社JR東日本ビルディング常勤監査役。